# Bielefelder Kreisbahnen
| Kursbuchstrecke (DB): | zuletzt: 214a Bielefeld–Enger 214d Bielefeld–Werther |                                            |                                            |
| Kursbuchstrecke: | 213e (Bielefeld Kreisbf – Enger 1946) 213c (Bielefeld Kreisbf – Werther 1946) 193q (Bielefeld Klbf – Enger Bf 1934) 193p (Bielefeld Klbf – Werther 1934) |                                            |                                            |
| Streckenlänge: | 23 km |                                            |                                            |
| Spurweite: | 1000 mm (Meterspur) |                                            |                                            |
| | |                                            |                                            |
| Bundesland: | Nordrhein-Westfalen |                                            |                                            |
| \| \| 6,7 \| Eckendorf (Lippe) ⊙ \| Eckendorf (Lippe) ⊙ \| \| \| 6,0 \| Brönninghausen ⊙ \| Brönninghausen ⊙ \| \| \| 5,0 \| Lübrassen ⊙ \| Lübrassen ⊙ \| \| \| 4,5 \| Heepen ⊙ \| Heepen ⊙ \| \| \| 3,1 \| Heeper Hof ⊙ \| Heeper Hof ⊙ \| \| \| 1,5 \| Ziegelstraße ⊙ \| Ziegelstraße ⊙ \| \| \| 0,0 \| Bielefeld Kreisbahnhof ⊙ \| Bielefeld Kreisbahnhof ⊙ \| \| \| \| zum Güterbahnhof Ost ⊙ \| \| \| \| \| Begatalbahn nach Lage (Lippe) ⊙ \| \| \| \| 0,6 \| Bielefeld Herforder Straße ⊙ \| Bielefeld Herforder Straße ⊙ \| \| \| \| alte Straßenbahnstrecke ⊙ \| \| \| \| \| U-Stadtbahn Linie 2 ⊙ \| \| \| \| \| Begatalbahn ⊙ \| \| \| \| \| Strecke Hamm–Minden ⊙ \| \| \| \| \| ehem. Anschlussgleis Sudbrack ⊙ \| \| \| \| 1,5 \| Bielefeld Johannesstift ⊙ \| Bielefeld Johannesstift ⊙ \| \| \| \| Stadtbahn Linie 1 von Hbf ⊙ \| \| \| \| \| Deciusstraße (Stadtbahn) ⊙ \| \| \| \| \| alte Straßenbahnstrecke nach Schildesche ⊙ \| \| \| \| \| Kattenkamp (Stadtbahn) ⊙ \| \| \| \| \| Heidegärten (Stadtbahn) ⊙ \| \| \| \| \| Schildesche (Stadtbahn) ⊙ \| \| \| \| 3,3 \| Bielefeld-Schildesche ⊙ \| Bielefeld-Schildesche ⊙ \| \| \| \| ⊙ \| \| \| \| 4,7 \| Theesen Süd ⊙ \| Theesen Süd ⊙ \| \| \| 5,6 \| Gellershagen ⊙ \| Gellershagen ⊙ \| \| \| 6,8 \| Babenhausen ⊙ \| Babenhausen ⊙ \| \| \| 8,7 \| Dornberg ⊙ \| Dornberg ⊙ \| \| \| 9,4 \| Dornberg-Lückinghof ⊙ \| Dornberg-Lückinghof ⊙ \| \| \| 11,2 \| Isingdorf ⊙ \| Isingdorf ⊙ \| \| \| 12,8 \| Tannenkrug \| Tannenkrug \| \| \| 13,9 \| Werther (Westf.) ⊙ \| Werther (Westf.) ⊙ \| \| \| 4,9 \| Theesen ⊙ \| Theesen ⊙ \| \| \| 6,2 \| Kahlerkrug ⊙ \| Kahlerkrug ⊙ \| \| \| 7,3 \| Horstheide ⊙ \| Horstheide ⊙ \| \| \| 9,2 \| Jöllenbeck ⊙ \| Jöllenbeck ⊙ \| \| \| 12,1 \| Ringsthof-Pödinghausen ⊙ \| Ringsthof-Pödinghausen ⊙ \| \| \| 14,7 \| Enger Süd ⊙ \| Enger Süd ⊙ \| \| \| \| ehem. Herforder Kleinbahn von Spenge ⊙ \| \| \| \| 16,0 \| Enger ⊙ \| Enger ⊙ \| \| \| \| ehem. Herforder Kleinbahn nach Herford ⊙ \| \| | |                                            |                                            |
| Kopfbahnhof Streckenanfang (Strecke außer Betrieb) | 6,7 | Eckendorf (Lippe) ⊙                        | Eckendorf (Lippe) ⊙                        |
| Haltepunkt / Haltestelle (Strecke außer Betrieb) | 6,0 | Brönninghausen ⊙                           | Brönninghausen ⊙                           |
| Haltepunkt / Haltestelle (Strecke außer Betrieb) | 5,0 | Lübrassen ⊙                                | Lübrassen ⊙                                |
| Bahnhof (Strecke außer Betrieb) | 4,5 | Heepen ⊙                                   | Heepen ⊙                                   |
| Haltepunkt / Haltestelle (Strecke außer Betrieb) | 3,1 | Heeper Hof ⊙                               | Heeper Hof ⊙                               |
| Haltepunkt / Haltestelle (Strecke außer Betrieb) | 1,5 | Ziegelstraße ⊙                             | Ziegelstraße ⊙                             |
| Bahnhof (Strecke außer Betrieb) | 0,0 | Bielefeld Kreisbahnhof ⊙                   | Bielefeld Kreisbahnhof ⊙                   |
| Abzweig geradeaus und nach links (Strecke außer Betrieb) | | zum Güterbahnhof Ost ⊙                     | zum Güterbahnhof Ost ⊙                     |
| Kreuzung geradeaus unten (Strecke geradeaus außer Betrieb) | | Begatalbahn nach Lage (Lippe) ⊙            | Begatalbahn nach Lage (Lippe) ⊙            |
| Bahnhof (Strecke außer Betrieb) | 0,6 | Bielefeld Herforder Straße ⊙               | Bielefeld Herforder Straße ⊙               |
| Kreuzung (Strecken außer Betrieb) | | alte Straßenbahnstrecke ⊙                  | alte Straßenbahnstrecke ⊙                  |
| Kreuzung mit U-Bahn mit Tunnelstrecke (Strecke geradeaus außer Betrieb) | | U-Stadtbahn Linie 2 ⊙                      | U-Stadtbahn Linie 2 ⊙                      |
| Kreuzung geradeaus unten (Strecke geradeaus außer Betrieb) | | Begatalbahn ⊙                              | Begatalbahn ⊙                              |
| Kreuzung geradeaus unten (Strecke geradeaus außer Betrieb) | | Strecke Hamm–Minden ⊙                      | Strecke Hamm–Minden ⊙                      |
| Abzweig geradeaus und nach links (Strecke außer Betrieb) | | ehem. Anschlussgleis Sudbrack ⊙            | ehem. Anschlussgleis Sudbrack ⊙            |
| Haltepunkt / Haltestelle (Strecke außer Betrieb) | 1,5 | Bielefeld Johannesstift ⊙                  | Bielefeld Johannesstift ⊙                  |
| Abzweig mit U-Bahn ehemals geradeaus und von links | | Stadtbahn Linie 1 von Hbf ⊙                | Stadtbahn Linie 1 von Hbf ⊙                |
| U-Bahn-Haltepunkt / Haltestelle | | Deciusstraße (Stadtbahn) ⊙                 | Deciusstraße (Stadtbahn) ⊙                 |
| U-Bahn-Abzweig mit Eisenbahn geradeaus und ehemals nach rechts | | alte Straßenbahnstrecke nach Schildesche ⊙ | alte Straßenbahnstrecke nach Schildesche ⊙ |
| U-Bahn-Bahnhof | | Kattenkamp (Stadtbahn) ⊙                   | Kattenkamp (Stadtbahn) ⊙                   |
| U-Bahn-Haltepunkt / Haltestelle | | Heidegärten (Stadtbahn) ⊙                  | Heidegärten (Stadtbahn) ⊙                  |
| U-Bahn-Kopfbahnhof mit Eisenbahn Strecke ab hier außer Betrieb | | Schildesche (Stadtbahn) ⊙                  | Schildesche (Stadtbahn) ⊙                  |
| Bahnhof (Strecke außer Betrieb) | 3,3 | Bielefeld-Schildesche ⊙                    | Bielefeld-Schildesche ⊙                    |
| Verschwenkung von links (Strecke außer Betrieb) · Verschwenkung von rechts (Strecke außer Betrieb) | | ⊙                                          | ⊙                                          |
| Strecke (außer Betrieb) · Haltepunkt / Haltestelle (Strecke außer Betrieb) | 4,7 | Theesen Süd ⊙                              | Theesen Süd ⊙                              |
| Strecke (außer Betrieb) · Bahnhof (Strecke außer Betrieb) | 5,6 | Gellershagen ⊙                             | Gellershagen ⊙                             |
| Strecke (außer Betrieb) · Haltepunkt / Haltestelle (Strecke außer Betrieb) | 6,8 | Babenhausen ⊙                              | Babenhausen ⊙                              |
| Strecke (außer Betrieb) · Bahnhof (Strecke außer Betrieb) | 8,7 | Dornberg ⊙                                 | Dornberg ⊙                                 |
| Strecke (außer Betrieb) · Haltepunkt / Haltestelle (Strecke außer Betrieb) | 9,4 | Dornberg-Lückinghof ⊙                      | Dornberg-Lückinghof ⊙                      |
| Strecke (außer Betrieb) · Haltepunkt / Haltestelle (Strecke außer Betrieb) | 11,2 | Isingdorf ⊙                                | Isingdorf ⊙                                |
| Strecke (außer Betrieb) · Haltepunkt / Haltestelle (Strecke außer Betrieb) | 12,8 | Tannenkrug                                 | Tannenkrug                                 |
| Strecke (außer Betrieb) · Kopfbahnhof Streckenende (Strecke außer Betrieb) | 13,9 | Werther (Westf.) ⊙                         | Werther (Westf.) ⊙                         |
| Haltepunkt / Haltestelle (Strecke außer Betrieb) | 4,9 | Theesen ⊙                                  | Theesen ⊙                                  |
| Haltepunkt / Haltestelle (Strecke außer Betrieb) | 6,2 | Kahlerkrug ⊙                               | Kahlerkrug ⊙                               |
| Bahnhof (Strecke außer Betrieb) | 7,3 | Horstheide ⊙                               | Horstheide ⊙                               |
| Bahnhof (Strecke außer Betrieb) | 9,2 | Jöllenbeck ⊙                               | Jöllenbeck ⊙                               |
| Bahnhof (Strecke außer Betrieb) | 12,1 | Ringsthof-Pödinghausen ⊙                   | Ringsthof-Pödinghausen ⊙                   |
| Haltepunkt / Haltestelle (Strecke außer Betrieb) | 14,7 | Enger Süd ⊙                                | Enger Süd ⊙                                |
| Verschwenkung nach links (Strecke außer Betrieb) · Verschwenkung nach rechts (Strecke außer Betrieb) | | ehem. Herforder Kleinbahn von Spenge ⊙     | ehem. Herforder Kleinbahn von Spenge ⊙     |
| Bahnhof (Strecke außer Betrieb) | 16,0 | Enger ⊙                                    | Enger ⊙                                    |
| Strecke (außer Betrieb) | | ehem. Herforder Kleinbahn nach Herford ⊙   | ehem. Herforder Kleinbahn nach Herford ⊙   |

Die Bielefelder Kreisbahnen waren ein Eigenbetrieb des ehemaligen preußischen Landkreises Bielefeld, der heute zum großen Teil das Stadtgebiet Bielefeld bildet. Von der Stadt Bielefeld ausgehend erschlossen drei meterspurige Kleinbahnen die Umgebung; ihre damaligen Endpunkte lagen damals wie heute außerhalb des Landkreises in den Nachbarkreisen. Sie wurden mit Ausnahme der Sudbrackbahn bis zur Stilllegung ausschließlich mit Dampflokomotiven betrieben.

## Geschichte

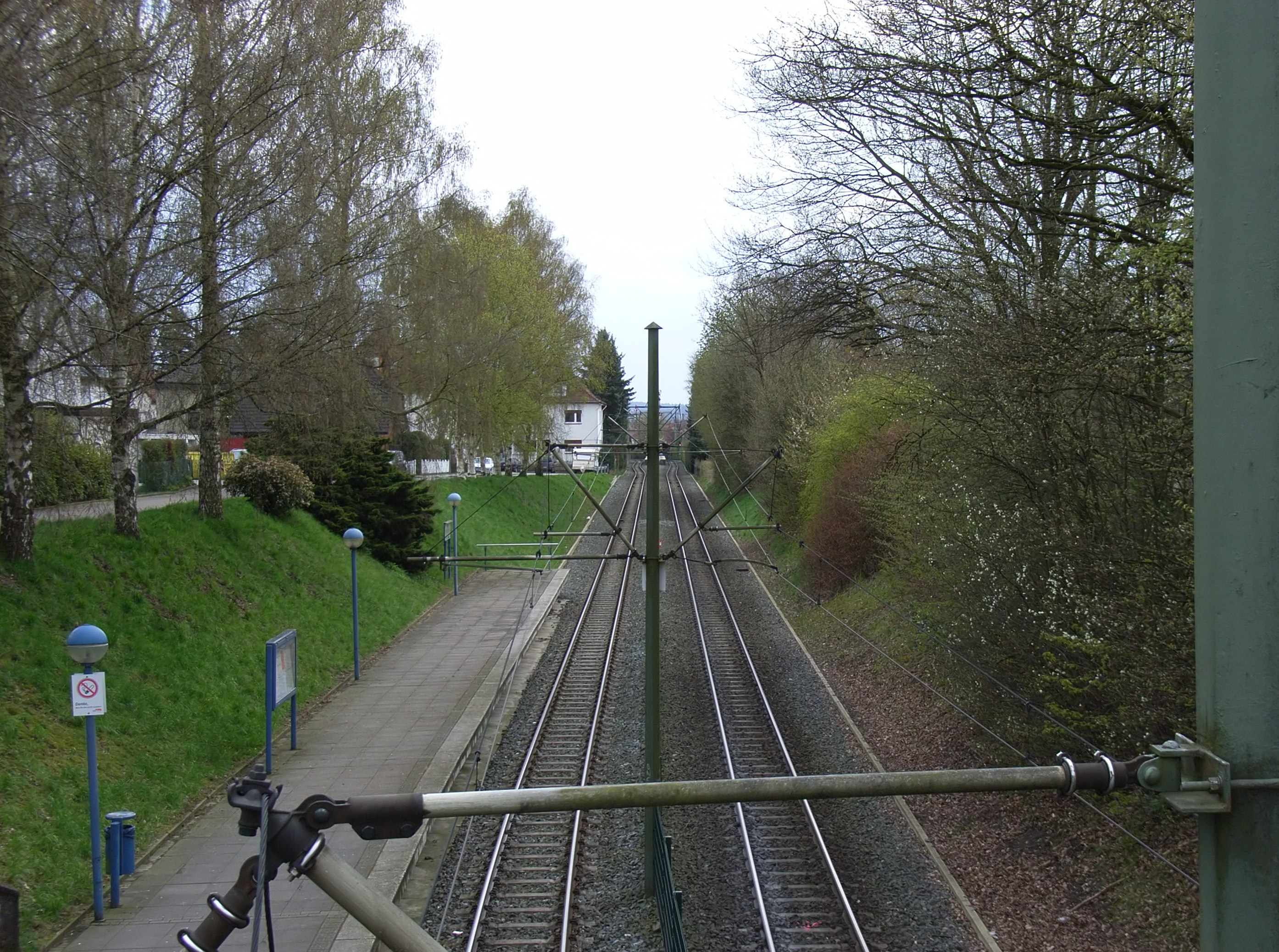
Haltestelle Heidegärten Stadtbahnlinie 1, ehemals Trasse der Kleinbahn

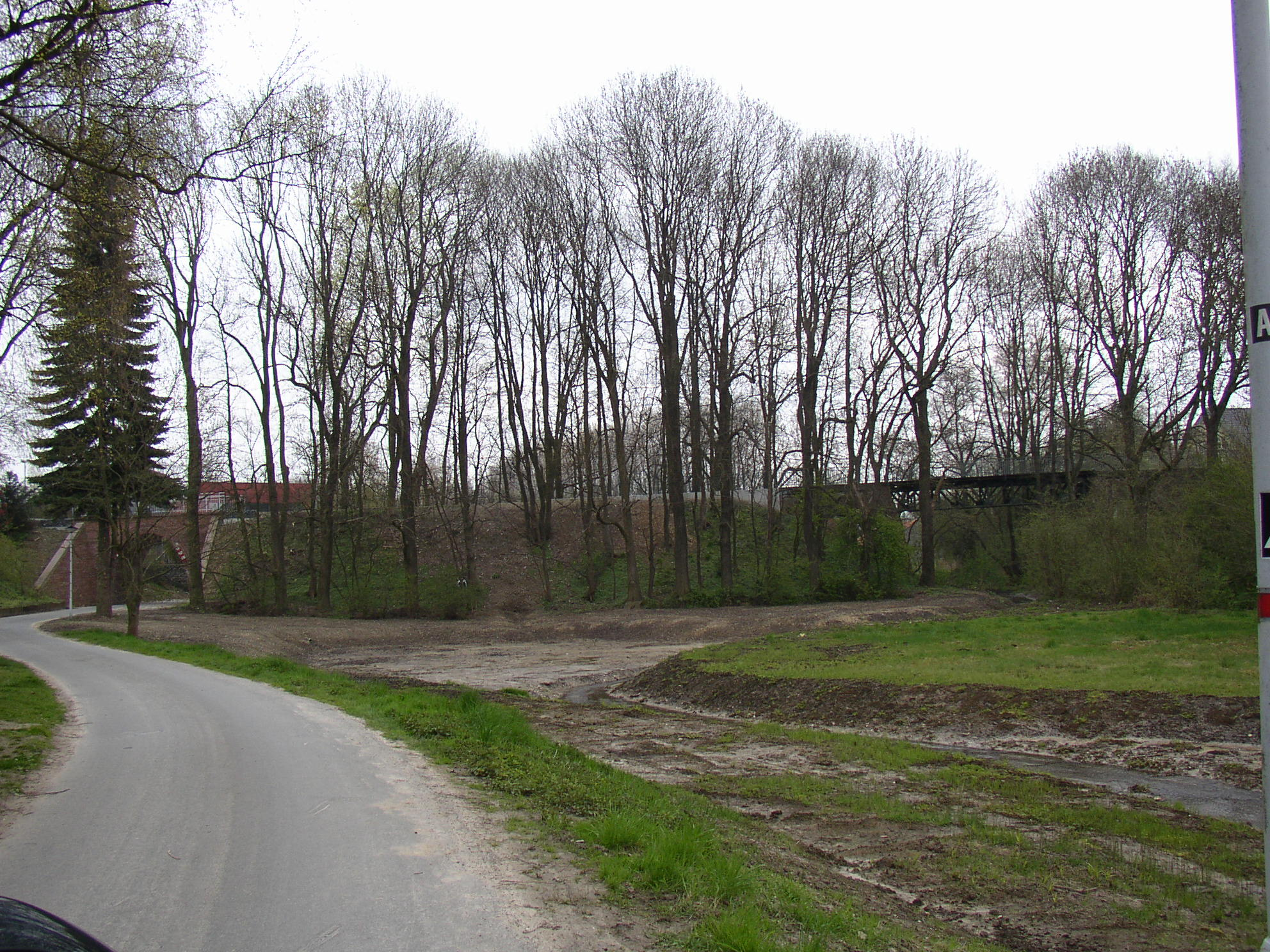
Talbrücke in Werther

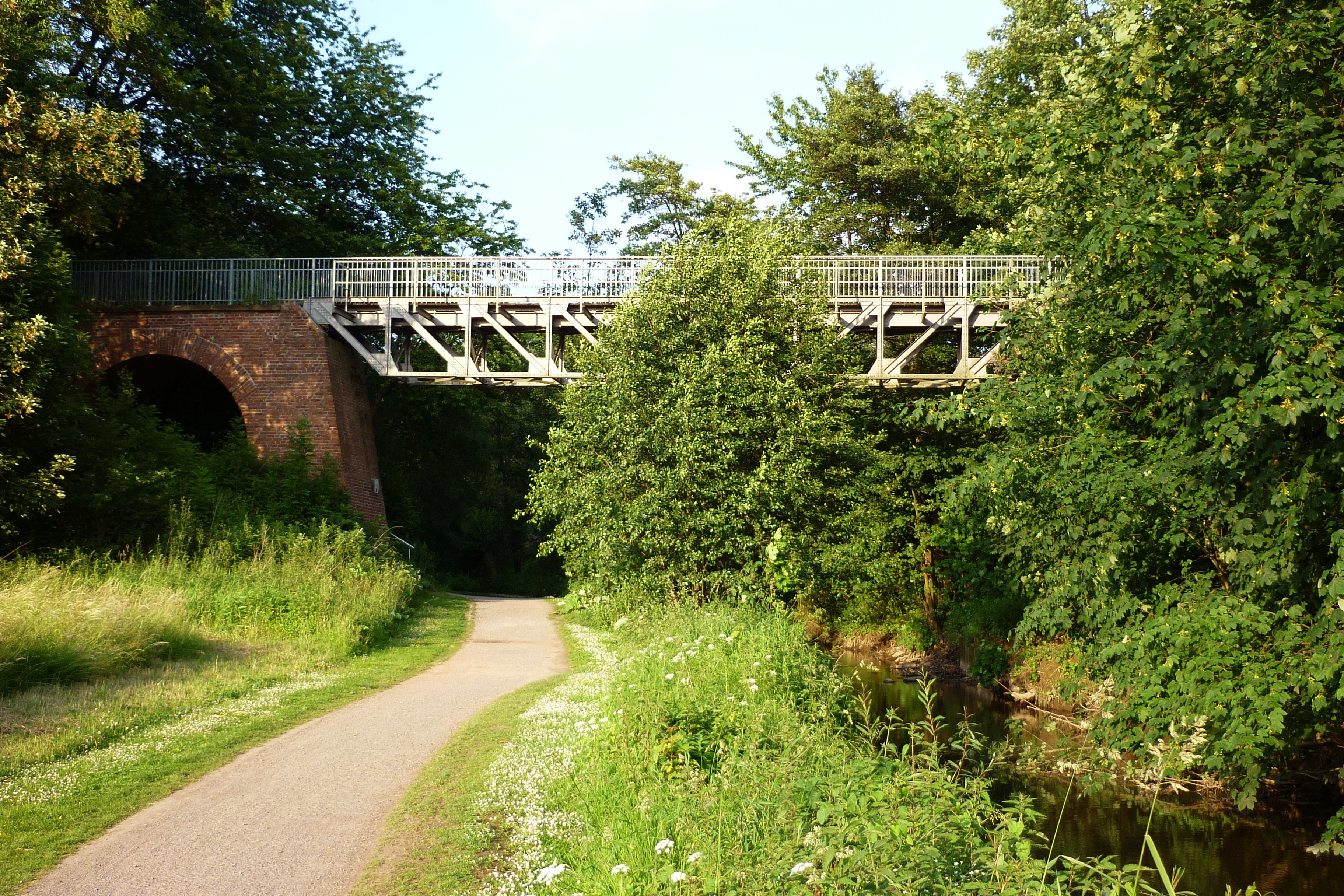
Brücke über den Johannisbach in Schildesche (Fußgänger, Bielefeld)

Am 1. April 1901 begann der Betrieb der „Schmalspurbahnen des Landkreises Bielefeld“ vom Endpunkt „An der Pottenau“ an der Herforder Straße etwa 800 Meter vom Staatsbahnhof entfernt in nördlicher Richtung über Schildesche nach Enger, wo die Linie der Herforder Kleinbahn GmbH erreicht wurde, mit der bis 1934 eine Betriebsgemeinschaft bestand. Gleichzeitig zweigte in Schildesche westwärts die Strecke nach Werther (Westf.) ab.
Die dritte Strecke folgte erst am 1. Mai 1909 über Heeper Fichten, Heepen Hassebrock nach Eckendorf Runkelkrug. Sie wurde nur dreizehn Jahre befahren, weil die geplante Verlängerung in Richtung Bad Salzuflen ins Fürstentum Lippe nicht zustande gekommen war. Bereits 1921 ruhte der Verkehr für kurze Zeit, da es aber zu Protesten in der Bevölkerung kam, wurde der Betrieb mit geringerer Fahrtenzahl wieder aufgenommen. Die Kreisbahn war damals das einzige öffentliche Verkehrsmittel zwischen Heepen und Bielefeld, denn der bereits geplante Bau einer Straßenbahn kam nicht voran. Schon am 30. April 1922 wurde der Gesamtverkehr jedoch endgültig eingestellt und 1925 die Trasse abgebaut. Die gesamte Streckenlänge der Kreisbahn von 33 km reduzierte sich damit auf 26 Kilometer, obwohl der am 21. April 1910 neu angelegte Kreisbahnhof an der Eckendorfer Straße die Stammstrecke um 0,7 Kilometer verlängerte. Außerdem kam 1926 eine normalspurige Güteranschlussbahn in das Sudbrackgebiet hinzu.
Nachdem der Zugverkehr in der Kriegs- und frühen Nachkriegszeit einen erheblichen Umfang erreicht hatte, erwuchs den Kreisbahnen durch private Omnibuslinien eine ernsthafte Konkurrenz, die ab 1951 zu gerichtlichen Auseinandersetzungen um die Konzessionsrechte führte. In deren Folge kam es zu einem Vergleich, bei dem sich der Landkreis Bielefeld verpflichtete, nicht nur auf einen eigenen Busverkehr zu verzichten, sondern auch den ganzen Schienenpersonenverkehr aufzugeben, der dann relativ kurzfristig im laufenden Fahrplanjahr zum 13. Februar 1954 eingestellt wurde. Während der Güterverkehr nach Enger am 30. April 1955 endete, kam am 1. August 1956 auch die Stilllegung auf der Strecke nach Werther. Als am 31. Oktober 1957 die Sudbrackbahn mit dem Industriegleis an die Deutsche Bundesbahn übergeben wurde, endete das Kreisbahnunternehmen endgültig.
Alle Gleise wurden abgebaut. Seit 1968 nutzt die heutige Stadtbahnlinie 1 zwischen Johannesstift und der Endhaltestelle Schildesche An der Reegt die ehemalige Kleinbahntrasse. Einige Abschnitte sind zu landschaftlich reizvollen Wander- und Bahntrassenradwegen geworden, beispielsweise zwischen Jöllenbeck und Pödinghausen. Noch vorhanden sind einige Bahnhofsgebäude (u. a. in Schildesche, Jöllenbeck, Dornberg, Wallenbrück und das als Gaststätte „Gleis 5“ genutzte ehemalige Empfangsgebäude in Werther) sowie zwei sehenswerte, in den Jahren 2004 bzw. 2008 restaurierte Brücken in Bielefeld-Schildesche (über den Johannisbach) und am Talbrückenweg in Werther.

## Betrieb
Im Fahrplanjahr 1939 verkehrten täglich sechs Zugpaare nach Werther und circa acht Zugpaare bis Enger. Die Fahrzeit betrug für die 13,9 Kilometer lange Strecke bis Werther circa 40 Minuten, bis Enger brauchten die Züge 45 bis 50 Minuten.

## Fahrzeuge
Der Betrieb wurde mit vier Dampflokomotiven der Achsfolge B1' von Hagans aufgenommen. 1903 und 1908 kamen drei stärkere Lokomotiven mit drei gekuppelten Achsen von Borsig hinzu. Die Lokomotiven des Anfangsbestandes wurde in den 1920er Jahren durch zwei vierachsige Lokomotiven von Borsig ersetzt, eine davon wurde aber bald nach Inbetriebnahme mit einer Lokomotive der Herforder Kleinbahn getauscht, die mit den älteren Borsig-Lokomotiven baugleich war. Alle Lokomotiven wurden 1956 verschrottet. Für die Sudbrackbahn wurde 1920 eine regelspurige Lokomotive ebenfalls bei Borsig beschafft. Alle Dampflokomotiven trugen Namen. 1946 wurde eine regelspurige Diesellokomotive des Typs Köf II beschafft, die 1957 an die DB verkauft wurde.
Für den Personenverkehr waren 14 vierachsige Personenwagen der dritten Klasse vorhanden, die vom Düsseldorfer Eisenbahnbedarf, vormals Waggonfabrik Weyer hergestellt waren. Davon ist Wagen 10 beim Deutschen Eisenbahn-Verein betriebsfähig erhalten. Nicht betriebsfähig sind zudem die Wagen 2 und 7 bei der Märkischen Museums-Eisenbahn abgestellt, während Wagen 8 derzeit als Exponat im Kleinbahnmuseum Enger aufgearbeitet wird. Die Wagen 11 und 12 sind 2004 bei der Borkumer Kleinbahn modernisiert worden, wo sie nach wie vor sporadisch in Verstärkerzügen im Einsatz sind. Weiterhin gehörten 1949 drei Packwagen, 34 Rollböcke und eine größere Anzahl von Güterwagen zum Bestand.